# 祝春秀
祝春秀（1963年4月—），女，彝族，四川喜德人，中华人民共和国政治人物，曾任四川省农业厅党组书记、厅长，四川省政协副主席。2023年1月转任四川省人大常委会副主任，中共十九大代表。